# Marlène Harnois
Marlène Harnois (n. 22 octombrie 1986, Montréal, provincia Québec, Canada) este o sportivă ce a reprezentat Franța, medaliată olimpică. A participat la o ediție a Jocurilor Olimpice (2012) în care a câștigat o medalie de bronz.